# Superkočky
Superkočky (v anglickém originále Hellcats) je americký komediálně-dramatický televizní seriál, jehož autorem je Kevin Murphy. Premiérově byl vysílán v letech 2010–2011 na stanici The CW. Celkově bylo natočeno 22 dílů, po první řadě byl kvůli nízké sledovanosti zrušen.
Seriál byl inspirován knihou Cheer: Inside the Secret World of College Cheerleaders novinářky Kate Torgovnick. Příběh sleduje vysokoškolské roztleskávačky, převážně však studentku práv Marti Perkinsovou (Aly Michalka), která se připojí k roztleskávačskému týmu „Superkočky“, aby získala sportovní stipendium, jež potřebuje.

## Příběh
Hlavní postavou seriálu je Marti Perkinsová, studentka práv na univerzitě Lancer v Memphisu, která ztratila stipendium a nemá jinou možnost, než se připojit ke skupině roztleskávaček, aby získala nové. Tam poznává svou novou spolubydlící a kapitánku týmu Savannah Monroeovou, zraněnou Alice Verduraovou, jejího nového partnera Lewise Flynna a trenérku Superkoček Vanessu Lodgeovou, která doufá, že vyhrají národní kolo, jinak bude jejich tým zrušen. Marti také řeší finanční problémy se svojí nezodpovědnou matkou Wandou, kterou často musí vysvobozovat z obtížných situací.

## Obsazení

### Hlavní role
- Aly Michalka (český dabing: Jolana Smyčková) jako Marti Perkinsová
- Ashley Tisdale (český dabing: Klára Šumanová) jako Savannah Monroeová
- Heather Hemmens (český dabing: Ivana Korolová) jako Alice Verduraová
- Robbie Jones (český dabing: Petr Gelnar) jako Lewis Flynn
- Matt Barr (český dabing: Michal Holán) jako Dan Patch
- Gail O'Grady (český dabing: Šárka Vondrová) jako Wanda Perkinsová
- Sharon Leal (český dabing: Regina Řandová) jako Vanessa Lodgeová

### Vedlejší role
- Jeremy Wong jako Darwin
- Louise Hradsky jako Gretchen
- Genny Sermonia jako členka Superkoček
- Alana Randall jako Frankie
- Jeff Hephner (český dabing: Roman Hájek) jako Red Raymond
- Craig Anderson (český dabing: Vojtěch Hájek) jako Morgan Pepper
- Emma Lahana jako Charlotte Monroeová
- Tyrell Witherspoon jako člen Superkoček
- Ryan Kennedy (český dabing: Petr Neskusil) jako Jake Harrow
- Stephanie Moseley jako členka Superkoček
- Ben Cotton (český dabing: Svatopluk Schuller) jako Travis Guthrie
- Gale Harold (český dabing: Gustav Bubník) jako Julian Parrish
- Aaron Dougles (český dabing: Pavel Vondra) jako Bill Marsh
- Teryl Rothery (český dabing: Ivana Měřičková) jako Layne Monroeová
- D. B. Woodside (český dabing: Ladislav Cigánek) jako Derrick Altman

## Produkce
V květnu 2010 byly Superkočky vybrány stanicí The CW pro podzimní televizní sezónu 2010–2011.

## Vysílání
| Řada | Díly | Premiéra v USA | Premiéra v USA  | Premiéra v ČR  | Premiéra v ČR   |
| Řada | Díly | První díl      | Poslední díl    | První díl      | Poslední díl    |
| ---- | ---- | -------------- | --------------- | -------------- | --------------- |
| 1    | 22   | 8. září 2010   | 17. května 2011 | 20. října 2012 | 23. března 2013 |

Seriál byl vysílán od 8. září 2010 ve středu večer po reality show Amerika hledá topmodelku. Dne 22. října 2010 stanice The CW oznámila, že seriál získal celosezónní řadu. Poslední, 22. díl, byl odvysílán 17. května 2011, přičemž týž den bylo ohlášeno, že seriál byl zrušen a druhou řadu nedostane.

## Ocenění
- 2011 – People's Choice Award – Nové oblíbené televizní drama (nominace)
- 2011 – Golden Reel Awards – Nejlepší editace: muzikál v TV (díl „Back of a Car“) (nominace)